# Ponte de Odeceixe
A Ponte de Odeceixe, originalmente conhecida como Ponte de Odeseixe, é uma infra-estrutura que transporta a Estrada Nacional 120 sobre a Ribeira de Seixe, entre os Municípios de Odemira e Aljezur, em Portugal.

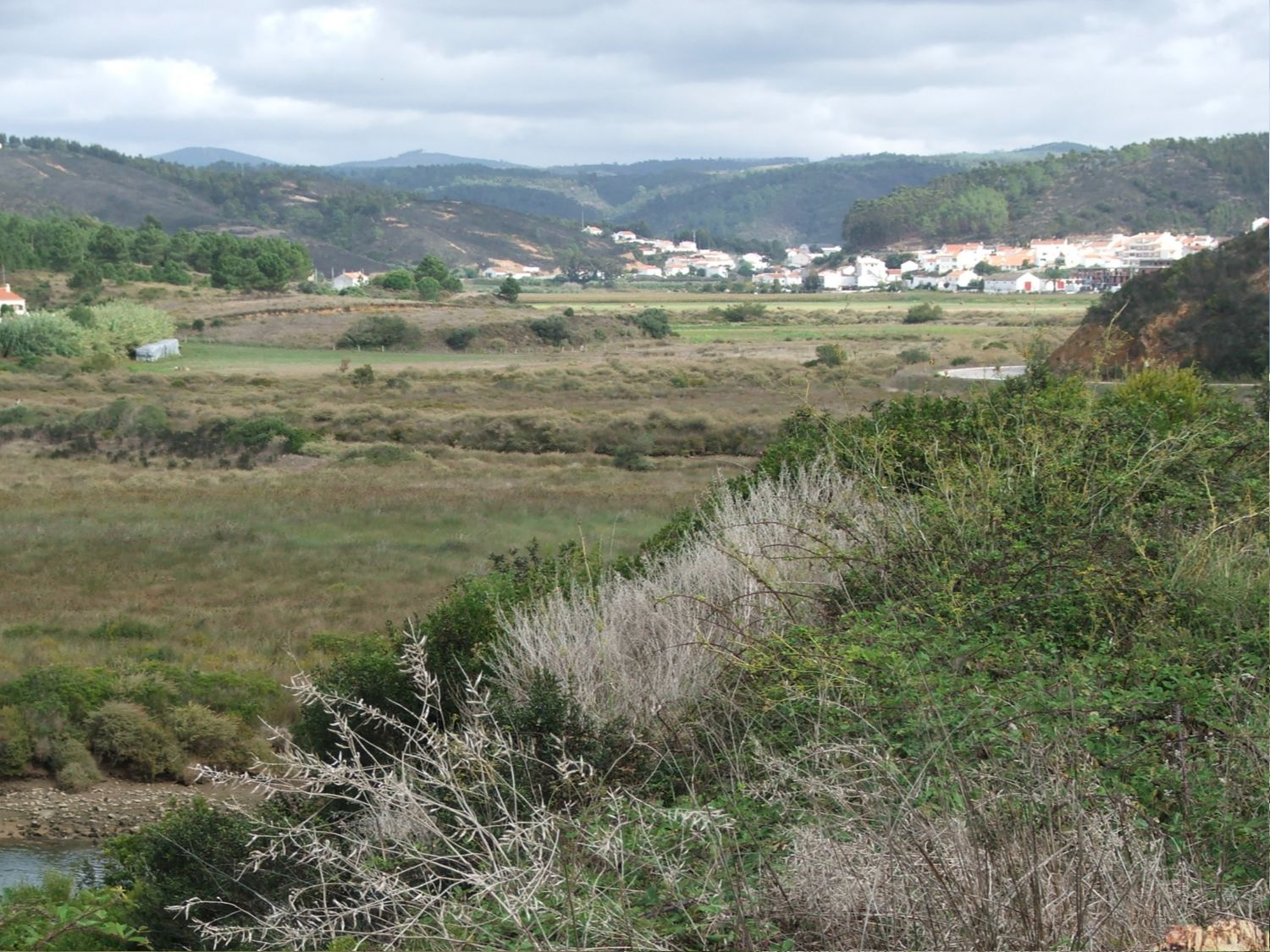
Vale da Ribeira de Seixe, vendo-se ao fundo a vila de Odeceixe.

## Descrição
A ponte insere-se no quilómetro 127+700 da Estrada Nacional 120, e está situada junto à vila de Odeceixe. Devido à sua localização, a ponte é considerada como uma das principais vias de acesso ao Algarve.
Tem um comprimento total de 163,20 m., com um tabuleiro em betão armado, composto por cinco tramos divididos por juntas de dilatação. Dois destes tramos possuem vigas no sistema de Bow-String (en), sobre os dois braços nos quais se divide a ribeira de Seixe neste ponto, sendo cada um sobre um vão de 27 m. Estes tramos são unidos por três pórticos, dos quais dois são consecutivos e um é independente. Cada estrutura em pórtico possui três vãos com 12,50 m, sendo ligada aos pilares de forma monolítica. A secção é formada por uma laje com 0,20 m, suportada por um conjunto de cinco vigas, que têm 1,10 m de altura e um afastamento de 1,43 m. O tabuleiro tinha originalmente uma largura de 7,90 m, dos quais 5 m eram para a faixa de rodagem e 1,45 m para cada um dos passadiços, tendo sido alargado para 10,10 m, tendo cada uma das faixas de rodagem sido aumentada para 3,20 m, enquanto que os passadiços foram reduzidos para 1,30 m. Nas áreas em portico os passadiços assentam sobre consolas de betão armado, enquanto que nos bow-strings foram empregues consolas metálicas exteriores.

## História
Foi construída como parte de uma estrada entre Lisboa e Lagos, iniciando-se no Barreiro e seguindo por Alcácer do Sal, Odemira e Odeceixe, que melhorou as ligações ao Alentejo e à capital, numa região que tinha uma grande carência em vias de comunicação. A Ponte de Odeceixe, em conjunto com a Ponte do Sol Posto, em Odemira, foram as duas principais obras de arte da estrada. Esta ponte em especial veio desenvolver consideravelmente as comunicações entre as duas regiões do Alentejo e do Algarve, tanto do ponto de vista dos passageiros como de mercadorias, tendo permitido o transporte da produção corticeira do concelho de Odemira para a cidade de Lagos, onde seria transformada e exportada por via marítima. Foi planeada pelo engenheiro Francisco Valente de Araujo.
Nos princípios de 1930 as obras já estavam a decorrer, tendo o jornal Terra Algarvia de 2 de Fevereiro reportado que «De visita a esta localidade, esteve há dias o Ex.mo Sr. Major Joaquim Correia Barata, dignissimo engenheiro chefe da 1.ª secção da Junta Autonoma das Estradas deste districto, afim de fiscalisar os trabalhos de construção da ligação da estrada de Aljezur-Odeceixe, e bem assim a ponte em construção sobre a ribeira desta vila». Em 1 de Janeiro de 1935, o jornal Vida Alentejana publicou uma entrevista ao presidente da Câmara Municipal de Odemira, César de Carvalho de Miranda, onde referiu que já estava em fase de execução a Estrada Nacional 20, prevendo-se que as duas grandes pontes daquele corredor estariam concluídas até aos finais do Verão desse ano. Porém, a estrada só foi inaugurada em 1936, numa cerimónia que contou com a presença do então ministro das Obras Públicas, Duarte Pacheco.
Em 2003, a Junta de Freguesia de Odeceixe alertou o Instituto para a Conservação e Exploração da Rede Viária para as más condições em que se encontrava a ponte, decisão que foi apoiada pela Câmara Municipal de Odemira, tendo a autarquia exigido igualmente ao Instituto de Estradas de Portugal a realização de obras de manutenção naquela estrutura. Uma vistoria revelou um grande número de falhas na estrutura, com fendas na cobertura em betão e armaduras expostas e corroídas, tanto nos pilares como no tabuleiro. Em Julho de 2004 estava prevista a realização de obras na ponte, que iriam custar cerca de meio milhão de Euros. Os trabalhos de remodelação foram contratados pela operadora Estradas de Portugal à firma H Tecnic, tendo sido concluídos em Novembro desse ano. Esta intervenção consistiu no saneamento das partes em betão que estavam degradadas, o tratamento das armaduras e a instalação de novas armaduras de reforço nos pilares, a reposição da secção original dos pilares com recurso a argamassa projectada, a construção de novos pilares para o alargamento da ponte, o reforço e o alargamento das travessas nos alinhamentos dos pilares com a aplicação de micro betão, e a execução da pintura em todas as áreas que foram alvo de reparos.
Por ser considerada como um dos principais acessos ao Algarve, a ponte assumiu um papel preponderante no âmbito das medidas para combater a Epidemia de Covid-19 na região. Em 30 de Abril de 2021, foi um dos locais onde foi implementada a cerca sanitária nas freguesias alentejanas de São Teotónio e Longueira-Almograve, e em Julho desse ano a Câmara Municipal de Aljezur organizou ali um programa de distribuição gratuita de equipamentos anti-Covid.